# قطعنامه ۱۵۰۷ شورای امنیت
قطعنامه ۱۵۰۷ شورای امنیت سازمان ملل متحد که در تاریخ ۱۲ سپتامبر ۲۰۰۳ تصویب شد، سندی بین‌المللی دربارهٔ بررسی وضعیت میان اریتره و اتیوپی است. این قطعنامه طی نشست ۴۸۲۲ام با ۱۵ رای موافق، ۰ مخالف و ۰ ممتنع تصویب شد.